# The Couture Club
The Couture Club is een Britse modeonderneming opgericht in 2016 door Ross Worswick en Scott Shashua.

## Geschiedenis
Ross Worswick, een voormalig realitytelevisiedeelnemer, en ondernemer Scott Shashua richtten The Couture Club op met een startkapitaal van 5.000 pond. Het merk groeide snel door een combinatie van online verkoop en tijdelijke pop-up winkels in onder andere het Trafford Centre in Manchester. In het eerste jaar werd een omzet van £500.000 behaald. Het merk biedt zowel heren- als dameskleding aan, met een focus op betaalbare luxe.
In 2017 verwierf JD Sports via het marketingagentschap 2squared een belang van 40% in The Couture Club. Deze samenwerking hielp bij de uitbreiding naar fysieke winkels. In 2023 kochten Worswick en Shashua de aandelen van JD Sports terug om volledige controle te herwinnen over hun bedrijf.